# Petruța Küpper
Petruța Cecilia Küpper (Sibiu, Romênia, 11 de maio de 1981) é uma flautista romena especialista em flauta de pã.
Estudou sociologia e etnologia na Universidade Lucian Blaga de Sibiu, e na Universidade Nacional de Música de Bucareste estudou flauta de pã com Gheorghe Zamfir. Apresentaram-se juntos em concertos. Foi professora de música na Romênia. Em 2008 foi para a Alemanha. Em 2009 no show de talentos da Alemanha Das Supertalent ficou em terceiro lugar. Em janeiro de 2010 lançou o álbum Panträume.
Petruța Küpper é casada e tem uma filha nascida em 2007. Reside em Osnabrück.
- Commons